# Campionat de Catalunya de bàsquet 1950-1957
Detall de les edicions XXV a XXXII del Campionat de Catalunya de basquetbol disputades entre els anys 1950 i 1957.

## XXV Campionat de Catalunya 1950
- Campió: FC Barcelona
- Participants a Primera Categoria:[1]
  - FC Barcelona (campió)
  - Club Joventut (segon)
  - UE Montgat (tercer)
  - Gimnàstic de Tarragona (quart)
  - JACE Calella
  - CB Cornellà
  - BIM
  - CB Mollet
  - CC Badalona
  - CE Sabadell
  - CP Sant Josep de Badalona
  - CB Ripollet

- Participants a Segona Categoria:
  - CE Laietà
  - CE Manresa
  - CB Hospitalet
  - CB Olesa
  - AD Mataró
  - Espanya Industrial
  - UGE Badalona
  - AD Hostafrancs
  - Ateneu Montserrat
  - UA Horta
  - CE Mataró
  - RCD Espanyol
  - CC Hospitalet
  - CB Santfeliuenc

## XXVI Campionat de Catalunya 1951
- Campió: FC Barcelona
- Participants a Primera Categoria:[2]
  - FC Barcelona 41 punts
  - Joventut de Badalona 40 punts
  - UE Montgat 36 punts
  - CP Sant Josep de Badalona
  - BIM
  - RCD Espanyol
  - CC Badalona
  - JACE Calella
  - CB Ripollet
  - Gimnàstic de Tarragona
  - CB Cornellà
  - CB Santfeliuenc

- Participants a Segona Categoria:
  - CB Sant Adrià
  - CB Mollet
  - CE Laietà
  - CB Olesa
  - CE Manresa
  - CE Sabadell
  - Espanya Industrial
  - AD Mataró
  - CC Hospitalet
  - CE Mataró
  - Escoles Pies Granollers
  - UA Horta
  - CB Hospitalet
  - AD Hostafrancs

## XXVII Campionat de Catalunya 1952
- Campió: Club Joventut de Badalona
- Participants a Primera Categoria:
  - Joventut de Badalona 51 punts
  - CP Sant Josep de Badalona 45 punts
  - FC Barcelona 45 punts
  - UE Montgat
  - CB Sant Adrià
  - CB Ripollet
  - CB Santfeliuenc
  - CB Olesa
  - RCD Espanyol
  - CC Badalona
  - JACE Calella
  - Gimnàstic de Tarragona
  - BIM
  - CB Mollet

- Participants a Segona Categoria:
  - Hèrcules Les Corts
  - CE Laietà
  - CE Mataró
  - CE Sabadell
  - UA Horta
  - CE Manresa
  - CB Cornellà
  - Espanya Industrial
  - CE Granollers
  - Ateneu Montserrat
  - CB Hospitalet
  - CC Hospitalet
  - FJ Hospitalet
  - CB Arenys

## XXVIII Campionat de Catalunya 1953
- Campió: Club Joventut de Badalona

Es disputà un encontre de desempat a la Monumental per a decidir el campió, on el Joventut derrotà el Barça per 51 a 38.
- Participants a Primera Categoria:[3]
  - Club Joventut 49 punts
  - FC Barcelona 49 punts
  - RCD Espanyol 45 punts
  - CB Ripollet
  - CB Olesa
  - JACE Calella
  - CB Mollet
  - Hèrcules Les Corts
  - CE Laietà
  - CP Sant Josep de Badalona
  - UE Montgat
  - CB Santfeliuenc
  - CC Badalona
  - CB Sant Adrià

- Participants a Segona Categoria:
  - Gimnàstic de Tarragona
  - CE Mataró
  - CE Manresa
  - CB Metropolità
  - UA Horta
  - Espanya Industrial
  - Ateneu Montserrat
  - CB Arenys
  - BIM
  - CB Cornellà
  - CE Granollers
  - CB Malgrat
  - CB Carol-Sabadell
  - FJ Hospitalet

## XXIX Campionat de Catalunya 1954
- Campió: Club Joventut de Badalona
- Participants a Primera Categoria:
  - Club Joventut (campió)
  - RCD Espanyol (segon)
  - CB Sant Adrià (tercer)
  - CB Ripollet
  - CB Olesa
  - CC Badalona
  - FC Barcelona
  - CB Metropolità
  - BIM
  - JACE Calella
  - UE Montgat
  - CB Mollet
  - CP Sant Josep de Badalona
  - CB Santfeliuenc

- Participants a Segona Categoria-Grup Nord:[4]
  - CE Laietà
  - CE Mataró
  - CB Pineda
  - CB Malgrat
  - CB Arenys
  - CB Santa Coloma
  - Ateneu Montserrat
  - CE Grannollers
  - JAC Sants
  - UA Horta

- Participants a Segona Categoria-Grup Sud:
  - CB Carol-Sabadell
  - CB Manresa
  - Gimnàstic de Tarragona
  - CE Manresa
  - CB San Fernando d'Hospitalet
  - CB Prat
  - CB Cornellà
  - Molins de Rei
  - CB Uralita de Cerdanyola
  - Hèrcules Les Corts

## XXX Campionat de Catalunya 1955
- Campió: FC Barcelona

La primera divisió queda dividida en dos grups. La classificació final queda encapçalada pel Barcelona, Joventut i Espanyol.
- Participants a Primera Categoria grup 1:[5]
  - CB Carol-Sabadell
  - Club Joventut
  - CE Mataró
  - CE Laietà
  - CB Ripollet
  - CB Sant Adrià
  - BIM
  - CC Badalona
  - CB Mollet

- Participants a Primera Categoria grup 2:
  - RCD Espanyol
  - UE Montgat
  - JACE Calella
  - CB Manresa
  - FC Barcelona
  - CP Sant Josep de Badalona
  - CB Olesa
  - CB Metropolità
  - CB Santfeliuenc

- Participants a Segona Categoria grup 1:[6]
  - SF Terrassa
  - CE Granollers
  - CC Sants
  - CB Hospitalet
  - CB Cornellà
  - CB Arenys
  - Ateneu Montserrat
  - AD Antorcha
  - UDR Pineda
  - CB Prat
  - CB Santa Coloma
  - JAC Club Sants
  - CB San Fernando d'Hospitalet
  - SP Terrassa
- Participants a Segona Categoria grup 2:
  - CN Igualada
  - SDC Vilafranca
  - CB Valls
  - CE Manresa
  - CB Molins de Rei
  - CB Aismalíbar
  - CE Huracanes
  - Asociación Condal
  - Picadero JC
  - Club Samaranch de Molins de Rei
  - CB Uralita de Cerdanyola
  - UD La Salle
  - CD Hispano Francès
  - CB Juventus

## XXXI Campionat de Catalunya 1956
- Campió: CB Aismalíbar de Montcada

Comença el setembre de 1955. Resulta vencedor l'Aismalíbar, seguit de Joventut i Espanyol.
- Participants a Primera Categoria grup 1:
  - FC Barcelona
  - CB Sant Adrià
  - JACE Calella
  - CB Santfeliuenc
  - CB Mollet
  - CB Metropolità
  - Picadero JC
  - RCD Espanyol
  - UDR Pineda
- Participants a Primera Categoria grup 2:
  - CB Olesa
  - Club Joventut
  - CE Laietà
  - UE Montgat
  - CE Mataró
  - CB Aismalíbar
  - CP Sant Josep de Badalona
  - CB Carol-Sabadell
  - CC Badalona

- Participants a Segona Categoria grup 1:[7]
  - CB Ripollet
  - CB San Fernando d'Hospitalet
  - SP Terrassa
  - SDC Vilafranca
  - CB Cornellà
  - Club Samaranch de Molins de Rei
  - CN Reus
  - CB Valls
  - JAC Club Sants
  - CB Uralita de Cerdanyola
  - CB Prat
  - Ateneu Montserrat
  - SF Terrassa
  - UD La Salle Tarragona

- Participants a Segona Categoria grup 2:
  - CB Manresa
  - AC Josepets
  - CB Canet de Mar
  - BIM
  - Juventud Gremial de Panaderos
  - AD Mataró
  - CE Manresa
  - CN Igualada
  - CD Hispano Francès
  - UGE Badalona
  - CE Granollers
  - CC Sants
  - Asociación Condal
  - AD Antorcha

## XXXII Campionat de Catalunya 1957
- Campió: Club Joventut de Badalona

És campió el Joventut, seguit d'Aismalíbar i FC Barcelona.
- Participants a Primera Categoria grup 1:
  - CB Orillo Verde de Sabadell
  - RCD Espanyol
  - CB Uralita de Cerdanyola
  - CB Aismalíbar
  - CB Olesa
  - CB Santfeliuenc
  - CP Sant Josep de Badalona
  - CB Mollet
  - CC Badalona

- Participants a Primera Categoria grup 2:
  - CB Sant Adrià
  - Club Joventut
  - JACE Calella
  - UDR Pineda
  - CE Mataró
  - FC Barcelona
  - UE Montgat
  - CE Laietà
  - BIM

- Participants a Segona Categoria grup 1:[8]
  - La Salle Josepets
  - CB San Fernando d'Hospitalet
  - AC Josepets
  - CT Barcino
  - CB Canet de Mar
  - CD Hispano Francès
  - UGE Badalona
  - Pedagogium San fernando
  - ADCC Mataró
  - Ateneu Montserrat
  - CB Mugense
  - AA Santa Anna de Mataró
  - CB Metropolitano
- Participants a Segona Categoria grup 2:
  - CB Cornellà
  - SDC Vilafranca
  - CB Hospitalet
  - CB Prat
  - CB Valls
  - JAC Club Sants
  - Club Samaranch de Molins de Rei
  - Picadero JC
  - UD La Salle Tarragona
  - Asociación Condal
  - Sarrià CD
  - CN Reus
  - Juventud Gremial de Panaderos
- Participants a Segona Categoria grup 3:
  - SF Terrassa
  - CB Manresa
  - CB Matadepera
  - CN Igualada
  - SP Terrassa
  - CB Juventus
  - AD Antorcha
  - CE Manresa
  - FJ Terrassa
  - CB Ripollet
  - Montserrat de Rubí

Aquest any es disputa per primer cop el campionat espanyol de Lliga. A partir de la temporada següent els equips catalans de primera fila disputen la Lliga estatal i ja no participen més al Campionat de Catalunya. Aquest, en conseqüència, perd l'interès que havia convertit el Campionat de Catalunya en el més importat dels disputats a la península Ibèrica fins aleshores. El 1957/58 els participants al Campionat de Catalunya són CC Badalona, BIM, JACE Calella, AC Josepets, CD Mataró, CB Mollet, UE Montgat, UD Pineda, La Salle Josepets, CB Sant Adrià, SF Terrassa i CP Sant Josep de Badalona (que en resultà vencedor).